# 希腊山脉 (火星)
希腊山脉（英語：Hellas Montes）是火星上位于巨大的希腊盆地西侧边缘的一道山脉, 直径为153公里，名称取自火星古典反照率特征，1991年被国际天文联合会正式命名。

## 另请查看
- 火星山脉高度列表
- 卢库斯高原